# Sven Riederer
Sven Riederer, född den 27 mars 1981 i Bad Ragaz, är en schweizisk triathlet.
Han tog OS-brons i herrarnas triathlon i samband med de olympiska triathlontävlingarna 2004 i Aten.